# 长春乡村广播
长春乡村广播是长春人民广播电台的一个频道。内容以农民服务、生活信息为主，广播范围为长春市全部，全天24小时播音。

## 主要节目
- 英志说历史
- 那些往事，那些老歌
- 约会女主播
- 红叶办事处
- 996幸福当
- 法律援动力
- 996说事儿
- 综艺喜乐汇
- 99度6最音乐
- 幸福大声唱
- 星空下

## 播出频率
长春市
| 发射地 | 频率       |
| 南关区 | AM 585kHz  |
| 宽城区 | FM 99.6MHz |

- 585kHz在吉林市、四平市、松原市、哈尔滨市也可听到
- 585kHz自2012年开始使用，之前曾被长春新闻广播使用